# 호모 게오르기쿠스
호모 게오르기쿠스(Homo georgicus)는 1991년 조지아 공화국의 드마니시에서 발견되어 'Dmanisi hominins'라고도 부른다. 190만년~160만년전에 살았으며 아프리카에서 나와 유라시아로 갔을 것으로 추정된다. 이 종은 호모 하빌리스와 호모 에렉투스 사이의 중간종처럼 보인다. 뇌 용량은 약 600cc이다.
처음 호모 게오르기쿠스의 턱뼈와 두개골이 발견됐을 때, 과학자들은 이 화석들이 호모 에르가스테르에 속한다고 생각했지만, 여러 분류학적 차이 때문에 호모 게오르기쿠스라는 신종으로 분류하게 되었다.
호모 게오르기쿠스는 호모 하빌리스에서 진화했을 수 있고, 아시아의 호모 에렉투스의 조상일 가능성도 있다.

## 같이 보기
- 호모 에르가스테르